# Nebria eschscholtzi
Nebria eschscholtzi är en skalbaggsart som beskrevs av Ménétriés. Nebria eschscholtzi ingår i släktet Nebria och familjen jordlöpare. Inga underarter finns listade i Catalogue of Life.